# Desmopachria attenuata
Desmopachria attenuata är en skalbaggsart som beskrevs av Régimbart 1895. Desmopachria attenuata ingår i släktet Desmopachria och familjen dykare. Inga underarter finns listade i Catalogue of Life.